# Waterea cornigera
Waterea cornigera là một loài nhện trong họ Amphinectidae. Loài này phân bố ở New Zealand.